# 중국의 남자 가수 목록

## 가
- 가오치김군룡
- 관귀민
- 관저
- 구신

## 나
- 녜위안

## 다
- 다이위창
- 다오랑
- 도우웨이
- 타시 돈드루프
- 둥청펑

## 라
- 랴오창융
- 루이
- 뤄진
- 뤄핀차오
- 뤼지훙
- 리쟌
- 리천
- 리위강

## 마
- 마오닝

## 바
- 바오쟌펑

## 사
- 슝쯔치
- 슝루린
- 쑤싱

## 아
- 에르킨 압둘라
- 아바오
- 아오리
- 암굴란
- 야오민
- 얀웨이원
- 얀이콴
- 양천강
- 양쿤
- 우담
- 위안천예
- 웨이쑹
- 인샹제

## 자
- 장다웨이
- 장차오
- 장추
- 장한
- 정준
- 짱탼숴
- 쩡이

## 차
- 창스레이
- 천추성

## 타
- 타시 도르제

## 파
- 판창장
- 팡룽
- 펑쟌위
- 푸르바 르걀

## 하
- 한레이
- 허융
- 허청밍
- 황레이
- 황뤄
- 후빙
- 후샤